# Wiktory 2003
Nagrody Wiktorów za rok 2003
Rozdanie nagród 19. edycji konkursu odbyło się 15 kwietnia 2004 roku w Teatrze Narodowym w Warszawie. Galę prowadzili Magda Mołek i Maciej Orłoś.

## Lista laureatów
- Najpopularniejszy polityk – Jan Maria Rokita
- Najwyżej ceniony dziennikarz, komentator, publicysta – Andrzej Turski
- Najpopularniejszy aktor telewizji – Joanna Brodzik
- Piosenkarz lub artysta estrady – Anna Maria Jopek
- Najlepszy prezenter lub spiker telewizyjny – Maciej Orłoś
- Twórca programu telewizyjnego lub artystycznego – Barbara Włodarczyk za Szerokie tory oraz Janusz Rewiński  i  Krzysztof Piasecki za program Ale plama
- Osobowość  telewizyjna – Robert Makłowicz
- Największe odkrycie telewizyjne – Steffen Möller i Anita Werner
- Najpopularniejszy sportowiec – Adam Małysz
- Wiktor publiczności – Kamil Durczok
- Superwiktory – Roman Polański, Wojciech Mann, Beata Tyszkiewicz i Grażyna Torbicka
- Specjalny Superwiktor – Chris Rea